# Магнус Андерссон (футболіст, 1958)
Магнус Андерссон (швед. Magnus Andersson; нар. 23 квітня 1958) — шведський футболіст, що грав на позиції захисника.
Протягом усієї кар'єри виступав за «Мальме», з яким став чотириразовим чемпіоном Швеції та п'ятиразовим володарем Кубка Швеції. Також виступав за національну збірну Швеції, у складі якої був учасником чемпіонату світу 1978 року.

## Клубна кар'єра
Всю свою 13-річну кар'єру Магнус Андерссон провів в «Мальме» з 1975 по 1988 рік. Зіграв за клуб 265 матчів у чемпіонаті Швеції, забивши 12 голів. За кількістю ігор у лізі за «Мальме» він займає 12-е місце за всю історію клубу. Всього на його рахунку 568 ігор і 28 голів у складі «Мальме» в різних турнірах. Він є чотириразовим чемпіоном Швеції (1975, 1977, 1986, 1988) і п'ятиразовим володарем Кубка країни (1974/75, 1977/78, 1979/80, 1983/84, 1985/86).

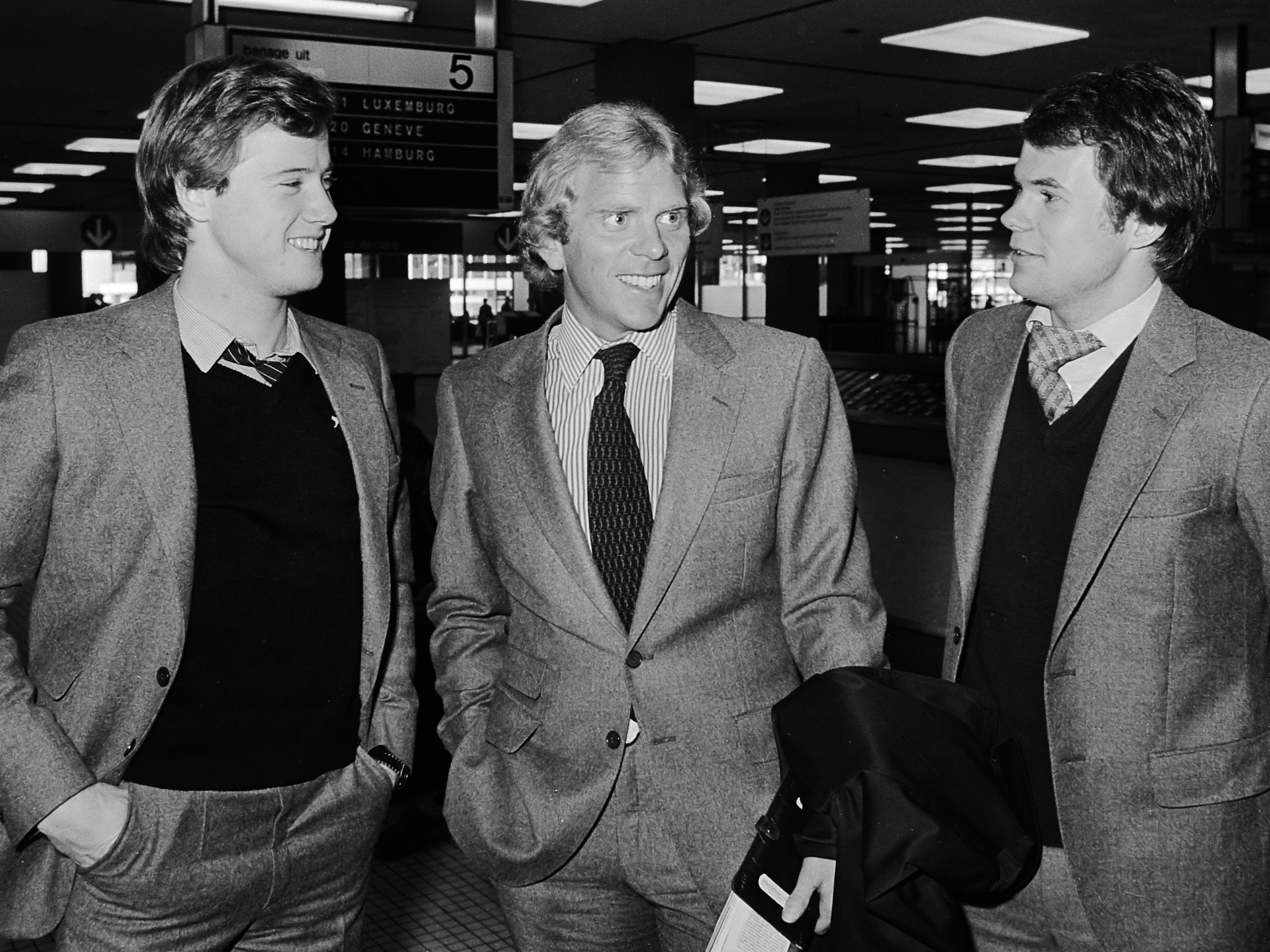
Магнус Андерссон (праворуч) з тренером «Мальме» Бобом Гафтоном (в центрі) і партнером по команді Інгемаром Ерландссоном (ліворуч). 1979 рік

У сезоні 1978/79 «Мальме» дійшов до фіналу Кубка чемпіонів, де поступився англійському «Ноттінгем Форест». Це найвище досягнення шведського клубного футболу. Крім того, оскільки «Ноттінгем» відмовився від участі у Міжконтинентальному кубку, його місце зайняв «Мальме», поступившись парагвайській «Олімпії». Андерссон взяв участь в обох турнірах.

## Виступи за збірну
27 квітня 1977 року дебютував в офіційних матчах у складі національної збірної Швеції в товариському матчі проти збірної Шотландії (1:3) у Глазго.
Наступного року у складі збірної був учасником чемпіонату світу 1978 року в Аргентині, але на поле не виходив, а його збірна не вийшла з групи.
Протягом кар'єри у національній команді, яка тривала 11 років, основним гравцем збірної так і не став, провівши у формі головної команди країни лише 11 матчів і забивши 1 гол .

## Титули і досягнення
- Чемпіон Швеції (5):

«Мальме»: 1974, 1975, 1977, 1986, 1988
- Володар Кубка Швеції (5):

«Мальме»: 1974-75, 1977-78, 1979-80, 1983-84, 1985-86